# Слау, Элена
Элена Слау (англ. Elena Slough; 4 июля 1889 года Хоршем, штат Пенсильвания — 5 октября 2003 года Трентон, Нью-Джерси) — американская долгожительница. Она была старейшим живущим человеком США и вторым в мире на момент смерти.

## Биография
Она родилась 4 июля 1889 года (или 1888; учёные расходятся во мнениях по поводу её года рождения). Она потеряла своего первого мужа в 1918 году и стала вдовой во второй раз в 1936 году. Её дочь Ванда Аллен заботилась о ней до 102 лет. Позже Элена переехала в дом престарелых.
Весной 2003 года в 113 лет она стала старейшим живущим человеком Америки, после смерти Мэри Кристиан. Ванда скончалась в доме престарелых, в котором жила вместе с матерью, 1 октября 2003 года в 90 лет. А спустя 4 дня (5 октября 2003 года) скончалась и сама Элена.